# Alexandre Stepanov
Pour les articles homonymes, voir Stepanov.
Alexandre Nikolaïevitch Stepanov (en russe : Александр Николаевич Степанов ; né à Odessa le 21 janvier 1892 (2 février dans le calendrier grégorien) et mort à Moscou le 30 octobre 1965) est un écrivain soviétique d'origine russe, lauréat du Prix Staline en 1946 pour son livre Port-Arthur (1944, réédité en 1954), ouvrage de référence sur la guerre russo-japonaise de 1904-1905.
Il est aussi l'auteur de La Famille Zvonarev (1959-1963).

## Biographie
Fils d'un officier de l'armée impériale, il passa une partie de son enfance à Port-Arthur et connut personnellement dans l'entourage de son père le général Stössel, le général Kondratenko, etc.
Il rencontra aussi le célèbre vice-amiral Makarov qui fit visiter son cuirassé au jeune adolescent qui rêvait de devenir officier de marine.
À la suite de la prise de Port-Arthur par les Japonais, Alexandre Stepanov fut enfermé avec son père et les autres prisonniers, à la forteresse de Nagasaki, où il resta deux ans. Il fut évacué ensuite à Odessa où sa mère enseignait la littérature russe au lycée.
En 1913, il sortit diplômé de l'Institut de technologie de Saint-Pétersbourg, puis s'engagea dans l'armée. Il combattit au front pendant la Grande Guerre, et en 1917, il fut envoyé par les Bolchéviks étudier à l'académie d'artillerie de Pétrograd.
Il combattit les Blancs pendant la guerre civile du côté de Rostov-sur-le-Don et d'Ekaterinodar.
Dans la nuit du 17 mars 1921, lors de la révolte des marins de Cronstadt, Stepanov tomba sous la glace du Golfe de Finlande et, miraculeusement sauvé, il fut envoyé se soigner à Krasnodar (ex-Ekaterinodar) où il demeura jusqu'en 1942. C'en était fini de sa carrière militaire...
Il enseigna dans différentes universités.